# Liste des monuments aux morts dans l'Aisne
Pour un article plus général, voir Liste d'œuvres d'art public dans l'Aisne.
Cet article vise à recenser les monuments aux morts dans l'Aisne, en France.

## Liste
Les monuments sont classés par ordre alphabétique de communes, ou anciennes communes.  Si une commune possède plusieurs monuments, ils sont classés par ordre chronologique des conflits commémorés.
| Œuvre                                                                                          | Auteur                                     | Commune                            | Localisation                                                                        | Notes | Installation               | Coordonnées                      | Illustration |
| ---------------------------------------------------------------------------------------------- | ------------------------------------------ | ---------------------------------- | ----------------------------------------------------------------------------------- | --- | -------------------------- | -------------------------------- | --- |
| Monument aux morts de 1870-1871                                                                | À déterminer                               | Abbécourt                          | Sur la place de l'Église                                                            | | À déterminer               | à géolocaliser                   | Monument aux morts de 1870-1871 |
| Monument aux morts                                                                             | À déterminer                               | Abbécourt                          | À côté de la mairie                                                                 | | 1933                       | à géolocaliser                   | Monument aux morts |
| Monument aux morts                                                                             | N. Staquet                                 | Achery                             | Devant l'église Saint-Martin                                                        | | 1923                       | à géolocaliser                   | Monument aux morts |
| L'Ange de l'Apocalypse (monument aux morts)                                                    | Henri Charlier                             | Acy                                | À côté de l'église Saint-Médard                                                     | | 1925                       | à géolocaliser                   | L'Ange de l'Apocalypse (monument aux morts)                                                                                           |
| Monument aux morts                                                                             | Copie d'après Léon Leyritz                 | Agnicourt-et-Séchelles             | À déterminer                                                                        | | À déterminer               | à géolocaliser                   | Monument aux morts |
| Monument aux morts                                                                             | À déterminer                               | Aguilcourt                         | À déterminer                                                                        | | À déterminer               | à géolocaliser                   | Monument aux morts |
| Monument aux morts                                                                             | À déterminer                               | Aisonville-et-Bernoville           | À déterminer                                                                        | | 1922                       | à géolocaliser                   | Monument aux morts |
| Monument aux morts                                                                             | À déterminer                               | Aizelles                           | À côté de l'église Saint-Quentin                                                    | | À déterminer               | à géolocaliser                   | Monument aux morts |
| Monument aux morts                                                                             | À déterminer                               | Aizy-Jouy                          | Rue de Chavignon                                                                    | | À déterminer               | à géolocaliser                   | Monument aux morts |
| Monument aux morts                                                                             | À déterminer                               | Alaincourt                         | Devant l'école                                                                      | | 1931                       | à géolocaliser                   | Monument aux morts |
| Monument aux morts                                                                             | À déterminer                               | Ambleny                            | À déterminer                                                                        | | À déterminer               | à géolocaliser                   | Monument aux morts |
| Monument aux soldats du 21e B.I.R. morts en juin 1940                                          | À déterminer                               | Ambleny                            | À déterminer                                                                        | | À déterminer               | à géolocaliser                   | Monument aux soldats du 21e B.I.R. morts en juin 1940                                                                                 |
| Monument aux morts                                                                             | À déterminer                               | Ambrief                            | À déterminer                                                                        | Plaque. | À déterminer               | à géolocaliser                   | Image manquante |
| Monument aux morts                                                                             | À déterminer                               | Amifontaine                        | À côté de l'église Saint-Rémi                                                       | | 1925                       | à géolocaliser                   | Monument aux morts |
| Monument aux morts                                                                             | À déterminer                               | Amigny-Rouy                        | À déterminer                                                                        | | 1929                       | à géolocaliser                   | Monument aux morts |
| Monument aux morts                                                                             | À déterminer                               | Ancienville                        | Dans l'église Saint-Médard                                                          | Plaque. | À déterminer               | à géolocaliser                   | Image manquante |
| Monument aux morts                                                                             | À déterminer                               | Andelain                           | À déterminer                                                                        | | À déterminer               | à géolocaliser                   | Monument aux morts |
| Monument aux morts                                                                             | À déterminer                               | Anguilcourt-le-Sart                | Devant la mairie                                                                    | | 1922                       | à géolocaliser                   | Monument aux morts |
| Monument aux morts                                                                             | À déterminer                               | Anizy-le-Château                   | Rue du 8 mai 1945                                                                   | | 1928                       | à géolocaliser                   | Image manquante |
| Monument aux morts                                                                             | À déterminer                               | Annois                             | Devant la mairie                                                                    | | 1936                       | à géolocaliser                   | Monument aux morts |
| Monument aux morts                                                                             | À déterminer                               | Any-Martin-Rieux                   | À déterminer                                                                        | | 1921                       | à géolocaliser                   | Image manquante |
| Monument aux morts                                                                             | À déterminer                               | Archon                             | Dans l'église Saint-Martin                                                          | | À déterminer               | à géolocaliser                   | Monument aux morts |
| Monument aux morts                                                                             | À déterminer                               | Arcy-Sainte-Restitue               | À déterminer                                                                        | | À déterminer               | à géolocaliser                   | Image manquante |
| Monument aux morts                                                                             | À déterminer                               | Armentières-sur-Ourcq              | Sur une façade de la mairie.                                                        | Plaque. | À déterminer               | à géolocaliser                   | Image manquante |
| Monument aux morts                                                                             | À déterminer                               | Artemps                            | À déterminer                                                                        | | À déterminer               | à géolocaliser                   | Monument aux morts |
| Monument aux morts                                                                             | À déterminer                               | Assis-sur-Serre                    | À déterminer                                                                        | | À déterminer               | à géolocaliser                   | Monument aux morts |
| Monument aux morts                                                                             | À déterminer                               | Athies-sous-Laon                   | À déterminer                                                                        | | À déterminer               | à géolocaliser                   | Monument aux morts |
| Monument aux morts                                                                             | À déterminer                               | Attilly                            | À déterminer                                                                        | | À déterminer               | à géolocaliser                   | Monument aux morts |
| Monument aux morts                                                                             | À déterminer                               | Aubencheul-aux-Bois                | À déterminer                                                                        | | À déterminer               | à géolocaliser                   | Monument aux morts |
| Monument aux morts                                                                             | Copie d'après Jules Pollacchi              | Aubenton                           | À côté de l'église Notre-Dame                                                       | | À déterminer               | à géolocaliser                   | Monument aux morts |
| Monument aux morts                                                                             | À déterminer                               | Aubigny-aux-Kaisnes                | À déterminer                                                                        | | À déterminer               | à géolocaliser                   | Monument aux morts |
| Monument aux morts                                                                             | À déterminer                               | Audignicourt                       | À déterminer                                                                        | | À déterminer               | à géolocaliser                   | Monument aux morts |
| Monument aux morts                                                                             | Copie d'après Jules Pollacchi              | Audigny                            | À déterminer                                                                        | | À déterminer               | à géolocaliser                   | Monument aux morts |
| Monument aux morts                                                                             | À déterminer                               | Aubigny-en-Laonnois                | À déterminer                                                                        | | À déterminer               | à géolocaliser                   | Monument aux morts |
| Monument aux morts                                                                             | À déterminer                               | Aulnois-sous-Laon                  | À déterminer                                                                        | | À déterminer               | à géolocaliser                   | Image manquante |
| Monument aux morts                                                                             | À déterminer                               | Autreppes                          | Dans l'église Saint-Hilaire                                                         | | À déterminer               | à géolocaliser                   | Monument aux morts |
| Monument aux morts                                                                             | À déterminer                               | Autreville                         | À déterminer                                                                        | | À déterminer               | à géolocaliser                   | Monument aux morts |
| Monument aux morts                                                                             | À déterminer                               | Bagneux                            | À déterminer                                                                        | | À déterminer               | à géolocaliser                   | Monument aux morts |
| Monument aux morts                                                                             | À déterminer                               | Barenton-Bugny                     | À déterminer                                                                        | | À déterminer               | à géolocaliser                   | Monument aux morts |
| Monument aux morts                                                                             | À déterminer                               | Barenton-Cel                       | À déterminer                                                                        | | 1936                       | à géolocaliser                   | Monument aux morts |
| Monument aux morts                                                                             | À déterminer                               | Barenton-sur-Serre                 | À déterminer                                                                        | | À déterminer               | à géolocaliser                   | Monument aux morts |
| Monument aux membres de la mission Jedburgh « Augustus » abattus le 30 août 1944               | À déterminer                               | Barenton-sur-Serre                 | Rue de capitaine Delviche                                                           | Commémore les membres de la mission Jedburgh « Augustus ». | À déterminer               | à géolocaliser                   | Image manquante |
| Monument aux morts                                                                             | À déterminer                               | Barisis-aux-Bois                   | À déterminer                                                                        | | À déterminer               | à géolocaliser                   | Monument aux morts |
| Monument aux résistants FFI                                                                    | À déterminer                               | Barisis-aux-Bois                   | À déterminer                                                                        | | À déterminer               | à géolocaliser                   | Monument aux résistants FFI |
| Monument aux morts                                                                             | Copie d'après Jules Pollacchi              | Barzy-en-Thiérache                 | À côté de l'église Notre-Dame-de-l'Assomption                                       | | 1922                       | à géolocaliser                   | Monument aux morts |
| Monument aux morts                                                                             | À déterminer                               | Bassoles-Aulers                    | À déterminer                                                                        | | À déterminer               | à géolocaliser                   | Monument aux morts |
| Poilu au repos (monument aux morts)                                                            | Copie d'après Étienne Camus                | Beaumé                             | À déterminer                                                                        | | À déterminer               | à géolocaliser                   | Poilu au repos (monument aux morts)                                                                                                   |
| Monument aux morts                                                                             | À déterminer                               | Beaumont-en-Beine                  | À déterminer                                                                        | | À déterminer               | à géolocaliser                   | Monument aux morts |
| Monument aux morts                                                                             | À déterminer                               | Beaurevoir                         | À déterminer                                                                        | | À déterminer               | à géolocaliser                   | Monument aux morts |
| Monument aux morts                                                                             | À déterminer                               | Beaurieux                          | Dans l'église Saint-Rémi                                                            | | À déterminer               | à géolocaliser                   | Monument aux morts |
| Monument aux morts                                                                             | À déterminer                               | Becquigny                          | À côté de l'église Saint-Jean-Baptiste                                              | | À déterminer               | à géolocaliser                   | Monument aux morts |
| Monument aux morts de 1914-1918                                                                | À déterminer                               | Belleau                            | Dans l'église Saint-Étienne                                                         | Plaque. | À déterminer               | à géolocaliser                   | Image manquante |
| Monument aux morts                                                                             | À déterminer                               | Bellenglise                        | À côté de l'église Saint-Médard                                                     | | 1925                       | à géolocaliser                   | Monument aux morts |
| Monument aux morts                                                                             | À déterminer                               | Belleu                             | À déterminer                                                                        | | À déterminer               | à géolocaliser                   | Monument aux morts |
| Le Poilu victorieux (monument aux morts)                                                       | Copie d'après Eugène Bénet                 | Bellicourt                         | À déterminer                                                                        | | À déterminer               | à géolocaliser                   | Le Poilu victorieux (monument aux morts)                                                                                              |
| Poilu au repos (monument aux morts)                                                            | Copie d'après Étienne Camus                | Bergues-sur-Sambre                 | À déterminer                                                                        | | À déterminer               | à géolocaliser                   | Image manquante |
| Monument aux morts                                                                             | Prosper Lecourtier                         | Berlise                            | À déterminer                                                                        | | À déterminer               | à géolocaliser                   | Image manquante |
| Monument aux morts                                                                             | À déterminer                               | Bernot                             | À déterminer                                                                        | | À déterminer               | à géolocaliser                   | Monument aux morts |
| Monument aux morts                                                                             | À déterminer                               | Berny-Rivière                      | À déterminer                                                                        | | À déterminer               | à géolocaliser                   | Monument aux morts |
| Monument aux morts                                                                             | À déterminer                               | Berrieux                           | À déterminer                                                                        | | À déterminer               | à géolocaliser                   | Monument aux morts |
| Monument aux morts                                                                             | À déterminer                               | Berry-au-Bac                       | À côté de l'église Saint-Hilaire                                                    | | À déterminer               | à géolocaliser                   | Monument aux morts |
| Monument aux morts                                                                             | À déterminer                               | Berry-au-Bac                       | À déterminer                                                                        | | À déterminer               | à géolocaliser                   | Monument aux morts |
| Monument aux morts                                                                             | À déterminer                               | Bertaucourt-Epourdon               | À déterminer                                                                        | | À déterminer               | à géolocaliser                   | Monument aux morts |
| Monument aux morts                                                                             | À déterminer                               | Berthenicourt                      | Sur la façade de la mairie                                                          | | À déterminer               | à géolocaliser                   | Monument aux morts |
| Monument aux morts                                                                             | À déterminer                               | Besmé                              | À déterminer                                                                        | | À déterminer               | à géolocaliser                   | Monument aux morts |
| Monument aux morts                                                                             | À déterminer                               | Besmont                            | Dans le cimetière                                                                   | | À déterminer               | à géolocaliser                   | Monument aux morts |
| Monument aux morts de 1914-1918                                                                | À déterminer                               | Besmont                            | Sur la façade de la mairie                                                          | | À déterminer               | à géolocaliser                   | Monument aux morts de 1914-1918 |
| Monument aux morts de 1939-1945                                                                | À déterminer                               | Besmont                            | Sur la façade de la mairie                                                          | | À déterminer               | à géolocaliser                   | Monument aux morts de 1939-1945 |
| Monument aux morts                                                                             | À déterminer                               | Besny-et-Loizy                     | À déterminer                                                                        | | À déterminer               | à géolocaliser                   | Monument aux morts |
| La Résistance (monument aux morts)                                                             | Copie d'après Charles-Henri Pourquet       | Béthancourt-en-Vaux                | À déterminer                                                                        | | À déterminer               | à géolocaliser                   | La Résistance (monument aux morts) |
| Monument aux morts                                                                             | À déterminer                               | Beugneux                           | Sur la place de la Mairie                                                           | | 1920                       | à géolocaliser                   | Image manquante |
| Monument aux morts                                                                             | À déterminer                               | Bézu-Saint-Germain                 | À déterminer                                                                        | | À déterminer               | à géolocaliser                   | Monument aux morts |
| Monument aux morts                                                                             | À déterminer                               | Bichancourt                        | À déterminer                                                                        | | À déterminer               | à géolocaliser                   | Monument aux morts |
| Monument aux morts                                                                             | À déterminer                               | Blérancourt                        | À déterminer                                                                        | | À déterminer               | à géolocaliser                   | Monument aux morts |
| Monument aux morts                                                                             | À déterminer                               | Blesmes                            | À déterminer                                                                        | | À déterminer               | à géolocaliser                   | Monument aux morts |
| Monument aux morts                                                                             | À déterminer                               | Bohain-en-Vermandois               | Dans le cimetière                                                                   | | À déterminer               | à géolocaliser                   | Image manquante |
| Monument aux morts                                                                             | À déterminer                               | Bohain-en-Vermandois               | À déterminer                                                                        | | À déterminer               | à géolocaliser                   | Monument aux morts |
| Monument aux morts                                                                             | À déterminer                               | Bohain-en-Vermandois               | À déterminer                                                                        | | À déterminer               | à géolocaliser                   | Monument aux morts |
| Monument aux morts de 1870-1871                                                                | À déterminer                               | Bois-lès-Pargny                    | Dans l'église Saint-Rémi                                                            | | À déterminer               | à géolocaliser                   | Monument aux morts de 1870-1871 |
| Monument aux morts                                                                             | À déterminer                               | Bois-lès-Pargny                    | À déterminer                                                                        | | À déterminer               | à géolocaliser                   | Monument aux morts |
| Monument aux morts                                                                             | À déterminer                               | Boncourt                           | À déterminer                                                                        | | À déterminer               | à géolocaliser                   | Monument aux morts |
| Monument aux morts                                                                             | À déterminer                               | Bonvillers                         | À déterminer                                                                        | | À déterminer               | à géolocaliser                   | Monument aux morts |
| Monument aux morts                                                                             | Charles-Eugène Breton                      | Braine                             | À déterminer                                                                        | | 1922                       | à géolocaliser                   | Image manquante |
| Monument aux morts                                                                             | À déterminer                               | Brancourt-le-Grand                 | À déterminer                                                                        | | À déterminer               | à géolocaliser                   | Monument aux morts |
| Monument aux morts                                                                             | À déterminer                               | Branges                            | À déterminer                                                                        | Plaque. | À déterminer               | à géolocaliser                   | Image manquante |
| Monument aux morts                                                                             | À déterminer                               | Bray-Saint-Christophe              | À déterminer                                                                        | | À déterminer               | à géolocaliser                   | Monument aux morts |
| Armistice (monument aux morts)                                                                 | Copie d'après Jules Déchin                 | Braye-en-Laonnois                  | À déterminer                                                                        | Également appelé Poilu Armistice ou Armistice 11 novembre 1918. | À déterminer               | à géolocaliser                   | Armistice (monument aux morts) |
| Monument aux morts                                                                             | À déterminer                               | Braye-en-Thiérache                 | À déterminer                                                                        | | À déterminer               | à géolocaliser                   | Monument aux morts |
| Monument aux morts                                                                             | À déterminer                               | Brenelle                           | Dans le cimetière                                                                   | | À déterminer               | à géolocaliser                   | Monument aux morts |
| Monument aux morts                                                                             | À déterminer                               | Brissay-Choigny                    | En face de la mairie                                                                | | À déterminer               | à géolocaliser                   | Monument aux morts |
| Monument aux morts de Brissy                                                                   | À déterminer                               | Brissy-Hamégicourt                 | Intersection de la rue Sainte Benoite et de la rue des Prés                         | | À déterminer               | à géolocaliser                   | Monument aux morts de Brissy |
| Monument aux morts d'Hamégicourt                                                               | À déterminer                               | Brissy-Hamégicourt                 | À déterminer                                                                        | | À déterminer               | à géolocaliser                   | Monument aux morts d'Hamégicourt |
| Monument aux morts                                                                             | À déterminer                               | Bruyères-et-Montbérault            | À déterminer                                                                        | | À déterminer               | à géolocaliser                   | Monument aux morts |
| Monument aux morts                                                                             | À déterminer                               | Bruyères-sur-Fère                  | À déterminer                                                                        | | À déterminer               | à géolocaliser                   | Image manquante |
| Monument aux morts de 1914-1918                                                                | À déterminer                               | Bucilly                            | Sur une façade                                                                      | | À déterminer               | à géolocaliser                   | Monument aux morts de 1914-1918 |
| Monument aux morts                                                                             | À déterminer                               | Bucilly                            | À déterminer                                                                        | | À déterminer               | à géolocaliser                   | Monument aux morts |
| Poilu écrasant l'aigle allemand (d) (monument aux morts)                                       | Copie d'après Charles-Henri Pourquet       | Bucy-lès-Pierrepont                | À déterminer                                                                        | | À déterminer               | à géolocaliser                   | Image manquante |
| Poilu au repos (monument aux morts)                                                            | Copie d'après Étienne Camus                | Buire                              | À déterminer                                                                        | | À déterminer               | à géolocaliser                   | Poilu au repos (monument aux morts)                                                                                                   |
| Monument aux agents de la SNCF morts de 1939-1945                                              | À déterminer                               | Buire                              | À déterminer                                                                        | | À déterminer               | à géolocaliser                   | Monument aux agents de la SNCF morts de 1939-1945                                                                                     |
| Le Poilu victorieux (monument aux morts)                                                       | Copie d'après Eugène Bénet                 | Buironfosse                        | À déterminer                                                                        | | À déterminer               | à géolocaliser                   | Image manquante |
| Monument aux morts                                                                             | À déterminer                               | Burelles                           | À déterminer                                                                        | | 1921                       | à géolocaliser                   | Monument aux morts |
| Monument aux morts                                                                             | À déterminer                               | Burelles                           | Au chevet l'église Saint-Martin                                                     | | À déterminer               | à géolocaliser                   | Monument aux morts |
| Monument aux morts                                                                             | À déterminer                               | Burelles                           | Dans l'église Saint-Martin                                                          | | À déterminer               | à géolocaliser                   | Monument aux morts |
| Monument à la 1re division d'infanterie                                                        | À déterminer                               | Buzancy                            | Au bord de la RD 1                                                                  | Commémore les soldats de la 1re division d'infanterie. | À déterminer               | à géolocaliser                   | Monument à la 1re division d'infanterie                                                                                               |
| Monument aux morts                                                                             | À déterminer                               | Caillouël-Crépigny                 | À déterminer                                                                        | | À déterminer               | à géolocaliser                   | Monument aux morts |
| Monument aux morts                                                                             | À déterminer                               | Caumont                            | À déterminer                                                                        | | À déterminer               | à géolocaliser                   | Monument aux morts |
| Monument aux morts                                                                             | À déterminer                               | Chaillevois                        | À déterminer                                                                        | | À déterminer               | à géolocaliser                   | Monument aux morts |
| Le Poilu victorieux (monument aux morts)                                                       | Copie d'après Eugène Bénet                 | Chaourse                           | À déterminer                                                                        | | À déterminer               | à géolocaliser                   | Le Poilu victorieux (monument aux morts)                                                                                              |
| Monument aux morts                                                                             | À déterminer                               | Charmes                            | À déterminer                                                                        | | À déterminer               | à géolocaliser                   | Monument aux morts |
| Monument aux morts                                                                             | À déterminer                               | Chassemy                           | À déterminer                                                                        | | À déterminer               | à géolocaliser                   | Monument aux morts |
| Monument aux morts                                                                             | Achille Jacopin                            | Château-Thierry                    | Sur la place Paul Doumer                                                            | | 1937                       | à géolocaliser                   | Monument aux morts(en) « Monument aux morts 1914-18 à Château-Thierry », sur René et Peter van der Krogt                              |
| Monument à la 3e division d'infanterie                                                         | À déterminer                               | Château-Thierry                    | Avenue Jules Lefebvre                                                               | Commémore les soldats de la 3e division d'infanterie. Remplace celui érigé sur la place des États-Unis, détruit par les autorités allemandes en 1940. | 1961                       | 49° 02′ 38″ nord, 3° 23′ 53″ est | Monument à la 3e division d'infanterie                                                                                                |
| Monument aux déportés                                                                          | Antoine Rohal                              | Château-Thierry                    | Au bord du rond-point de l'avenue Jules Lefebvre et de l'avenue de Soissons         | | 1953                       | 49° 02′ 39″ nord, 3° 23′ 59″ est | Image manquante |
| Monument aux morts des guerres en Afrique du Nord                                              | À déterminer                               | Château-Thierry                    | À déterminer                                                                        | | À déterminer               | à géolocaliser                   | Monument aux morts des guerres en Afrique du Nord                                                                                     |
| Monument aux morts                                                                             | À déterminer                               | Châtillon-lès-Sons                 | À déterminer                                                                        | | À déterminer               | à géolocaliser                   | Monument aux morts |
| Monument aux morts                                                                             | À déterminer                               | Chéry-lès-Pouilly                  | À déterminer                                                                        | | À déterminer               | à géolocaliser                   | Image manquante |
| Monument aux morts                                                                             | À déterminer                               | Chéry-lès-Rozoy                    | À côté de l'église Saint-Jean-Baptiste                                              | | À déterminer               | à géolocaliser                   | Monument aux morts |
| Monument aux morts                                                                             | À déterminer                               | Chevregny                          | À déterminer                                                                        | | À déterminer               | à géolocaliser                   | Image manquante |
| Poilu au repos (monument aux morts)                                                            | Copie d'après Étienne Camus                | Chevresis-Monceau                  | À déterminer                                                                        | | À déterminer               | à géolocaliser                   | Poilu au repos (monument aux morts)                                                                                                   |
| Monument aux morts                                                                             | À déterminer                               | Chierry                            | À côté de la mairie                                                                 | | 1920                       | à géolocaliser                   | Monument aux morts |
| Monument aux morts                                                                             | À déterminer                               | Chivy-lès-Étouvelles               | À déterminer                                                                        | | À déterminer               | à géolocaliser                   | Monument aux morts |
| Monument aux morts                                                                             | À déterminer                               | Cierges                            | À déterminer                                                                        | | À déterminer               | à géolocaliser                   | Monument aux morts |
| Monument aux morts                                                                             | À déterminer                               | Clairfontaine                      | À déterminer                                                                        | | À déterminer               | à géolocaliser                   | Monument aux morts |
| Monument aux morts                                                                             | À déterminer                               | Clamecy                            | À déterminer                                                                        | | À déterminer               | à géolocaliser                   | Monument aux morts |
| Monument aux morts                                                                             | À déterminer                               | Clastres                           | À déterminer                                                                        | | À déterminer               | à géolocaliser                   | Monument aux morts |
| Poilu au repos (monument aux morts)                                                            | Copie d'après Étienne Camus                | Coingt                             | À déterminer                                                                        | | 1923                       | à géolocaliser                   | Poilu au repos (monument aux morts)                                                                                                   |
| Monument aux morts                                                                             | À déterminer                               | Concevreux                         | À déterminer                                                                        | | À déterminer               | à géolocaliser                   | Monument aux morts |
| Monument aux morts                                                                             | À déterminer                               | Condé-sur-Aisne                    | À déterminer                                                                        | | À déterminer               | à géolocaliser                   | Monument aux morts |
| Monument aux morts                                                                             | À déterminer                               | Condren                            | À déterminer                                                                        | | À déterminer               | à géolocaliser                   | Monument aux morts |
| Monument aux morts                                                                             | À déterminer                               | Corbeny                            | À déterminer                                                                        | | À déterminer               | à géolocaliser                   | Monument aux morts |
| Poilu au repos (monument aux morts)                                                            | Copie d'après Étienne Camus                | Courboin                           | Au bord de la RD 86                                                                 | | À déterminer               | à géolocaliser                   | Image manquante |
| Monument aux morts                                                                             | À déterminer                               | Courtemont-Varennes                | À déterminer                                                                        | | À déterminer               | à géolocaliser                   | Image manquante |
| Monument aux morts                                                                             | À déterminer                               | Couvrelles                         | À déterminer                                                                        | | À déterminer               | à géolocaliser                   | Monument aux morts |
| Au mépris du danger (d) (monument aux morts)                                                   | Copie d'après Eugène Bénet                 | Couvron-et-Aumencourt              | À déterminer                                                                        | | À déterminer               | à géolocaliser                   | Au mépris du danger (d) (monument aux morts)                                                                                          |
| Monument aux morts                                                                             | À déterminer                               | Craonne                            | À déterminer                                                                        | | À déterminer               | 49° 26′ 41″ nord, 3° 47′ 26″ est | Monument aux morts de Craonne |
| Monument aux morts                                                                             | À déterminer                               | Craonnelle                         | À déterminer                                                                        | | À déterminer               | à géolocaliser                   | Monument aux morts |
| Monument des Basques                                                                           | Claude Grange                              | Craonnelle                         | Bord sud du Chemin des Dames, à l'ouest du plateau de Californie                    | Inscrit MH (2003). | 1928                       | à géolocaliser                   | Monument des Basques |
| Monument aux morts                                                                             | À déterminer                               | Crécy-sur-Serre                    | À déterminer                                                                        | | À déterminer               | à géolocaliser                   | Monument aux morts |
| Monument aux morts                                                                             | À déterminer                               | Crépy                              | À côté de l'église                                                                  | | À déterminer               | à géolocaliser                   | Image manquante |
| Monument aux morts                                                                             | À déterminer                               | Croix-Fonsomme                     | À déterminer                                                                        | | À déterminer               | à géolocaliser                   | Monument aux morts |
| Monument aux martyrs de Pasly,                                                                 | À déterminer                               | Cuffies, à la frontière avec Pasly | Sur le plateau de la Montagne                                                       | Également appelé Monument des instituteurs. L'original de 1872 est détruit par les autorités allemandes en 1917. | À déterminer               | 49° 24′ 24″ nord, 3° 18′ 21″ est | Image manquante |
| Le Poilu victorieux (monument aux morts)                                                       | Copie d'après Eugène Bénet                 | Dallon                             | À déterminer                                                                        | | À déterminer               | à géolocaliser                   | Le Poilu victorieux (monument aux morts)                                                                                              |
| Monument aux morts                                                                             | À déterminer                               | Danizy                             | À déterminer                                                                        | | À déterminer               | à géolocaliser                   | Monument aux morts |
| Monument aux morts                                                                             | À déterminer                               | Dercy                              | À déterminer                                                                        | | À déterminer               | à géolocaliser                   | Monument aux morts |
| Poilu au repos (monument aux morts)                                                            | Copie d'après Étienne Camus                | Dizy-le-Gros                       | Rue de l'église (RD 18)                                                             | | À déterminer               | à géolocaliser                   | Poilu au repos (monument aux morts)                                                                                                   |
| Monument aux morts                                                                             | À déterminer                               | Dohis                              | À déterminer                                                                        | | À déterminer               | à géolocaliser                   | Monument aux morts |
| Monument aux morts                                                                             | À déterminer                               | Dohis                              | Dans l'église de la Nativité-de-la-Sainte-Vierge                                    | | À déterminer               | à géolocaliser                   | Monument aux morts |
| Monument aux morts de 1914-1918                                                                | À déterminer                               | Dorengt                            | Dans l'église Saints-Pierre-et-Paul                                                 | | À déterminer               | à géolocaliser                   | Monument aux morts de 1914-1918 |
| Monument aux morts de La Neuville et Dorengt                                                   | À déterminer                               | Dorengt                            | À déterminer                                                                        | | À déterminer               | à géolocaliser                   | Monument aux morts de La Neuville et Dorengt                                                                                          |
| Monument aux morts de 1939-1945                                                                | À déterminer                               | Dorengt                            | Dans l'église Saints-Pierre-et-Paul                                                 | | À déterminer               | à géolocaliser                   | Monument aux morts de 1939-1945 |
| Monument aux morts                                                                             | À déterminer                               | Douchy                             | À déterminer                                                                        | | À déterminer               | à géolocaliser                   | Monument aux morts |
| Le Poilu victorieux (monument aux morts)                                                       | Copie d'après Eugène Bénet                 | Effry                              | À déterminer                                                                        | | À déterminer               | à géolocaliser                   | Le Poilu victorieux (monument aux morts)                                                                                              |
| Poilu au repos (monument aux morts)                                                            | Copie d'après Étienne Camus                | Erlon                              | Intersection de la RD 63, de la rue du maréchal Drouet et de la rue de l'arbrisseau | | 1927                       | à géolocaliser                   | Poilu au repos (monument aux morts)                                                                                                   |
| Monument aux morts                                                                             | À déterminer                               | Essigny-le-Grand                   | À déterminer                                                                        | | À déterminer               | à géolocaliser                   | Monument aux morts |
| Poilu baïonnette au canon (d) (monument aux morts)                                             | Copie d'après Étienne Camus                | Essigny-le-Petit                   | À déterminer                                                                        | | À déterminer               | à géolocaliser                   | Poilu baïonnette au canon (d) (monument aux morts)                                                                                    |
| Monument aux morts                                                                             | À déterminer                               | Essises                            | À déterminer                                                                        | | À déterminer               | 48° 57′ 41″ nord, 3° 25′ 14″ est | Monument aux morts d'Essises |
| Monument aux morts                                                                             | À déterminer                               | Estrées                            | À déterminer                                                                        | | À déterminer               | à géolocaliser                   | Monument aux morts |
| Poilu au repos (monument aux morts)                                                            | Copie d'après Étienne Camus                | Étaves-et-Bocquiaux                | À déterminer                                                                        | | À déterminer               | à géolocaliser                   | Image manquante |
| Monument aux morts                                                                             | À déterminer                               | Étréaupont                         | À déterminer                                                                        | | À déterminer               | à géolocaliser                   | Monument aux morts |
| Monument aux morts                                                                             | À déterminer                               | Étréaupont                         | Dans l'église Saint-Martin                                                          | | À déterminer               | à géolocaliser                   | Monument aux morts |
| Monument aux victimes civiles                                                                  | À déterminer                               | Étréaupont                         | Dans l'église Saint-Martin                                                          | | À déterminer               | à géolocaliser                   | Monument aux victimes civiles |
| Monument aux morts                                                                             | À déterminer                               | Étreillers                         | À déterminer                                                                        | | À déterminer               | à géolocaliser                   | Monument aux morts |
| Monument aux morts                                                                             | À déterminer                               | Faucoucourt                        | À déterminer                                                                        | | À déterminer               | à géolocaliser                   | Monument aux morts |
| Monument aux morts                                                                             | Alfred Benon                               | Fère-en-Tardenois                  | Sur la place Aristide Briand                                                        | | 1924                       | à géolocaliser                   | Image manquante |
| Monument à la 42e division d'infanterie                                                        | James Butler (en)                          | Fère-en-Tardenois                  | Au bord de la RD 3                                                                  | Commémore les soldats de la 42e division d'infanterie. | 2011                       | à géolocaliser                   | Monument à la 42e division d'infanterie(en) « Mémorial de la 42e division US à Fère-en-Tardenois », sur René et Peter van der Krogt   |
| Monument aux morts de Beaurain                                                                 | À déterminer                               | Flavigny-le-Grand-et-Beaurain      | À déterminer                                                                        | | À déterminer               | à géolocaliser                   | Monument aux morts de Beaurain |
| Monument aux morts de Flavigny-le-Petit                                                        | À déterminer                               | Flavigny-le-Grand-et-Beaurain      | À déterminer                                                                        | | À déterminer               | à géolocaliser                   | Monument aux morts de Flavigny-le-Petit                                                                                               |
| Monument aux morts                                                                             | À déterminer                               | Fontaine-lès-Clercs                | À déterminer                                                                        | | À déterminer               | à géolocaliser                   | Monument aux morts |
| Monument aux morts                                                                             | À déterminer                               | Fontaine-Uterte                    | Sur la façade de la mairie                                                          | | À déterminer               | à géolocaliser                   | Monument aux morts |
| Monument aux morts                                                                             | À déterminer                               | Fontenoy                           | À déterminer                                                                        | | À déterminer               | à géolocaliser                   | Monument aux morts |
| Monument aux morts                                                                             | À déterminer                               | Foreste                            | À déterminer                                                                        | | À déterminer               | à géolocaliser                   | Monument aux morts |
| Monument aux morts                                                                             | À déterminer                               | Fourdrain                          | À côté de l'église de la Nativité-de-la-Sainte-Vierge                               | | À déterminer               | à géolocaliser                   | Monument aux morts |
| Monument aux morts de 1870-1871                                                                | À déterminer                               | Francilly-Selency                  | À déterminer                                                                        | | À déterminer               | à géolocaliser                   | Monument aux morts de 1870-1871 |
| Monument aux morts                                                                             | À déterminer                               | Francilly-Selency                  | À déterminer                                                                        | | À déterminer               | à géolocaliser                   | Monument aux morts |
| Monument aux morts                                                                             | À déterminer                               | Fresnoy-le-Grand                   | À déterminer                                                                        | | À déterminer               | à géolocaliser                   | Monument aux morts |
| Monument aux morts                                                                             | À déterminer                               | Fressancourt                       | À déterminer                                                                        | | À déterminer               | à géolocaliser                   | Monument aux morts |
| Au mépris du danger (d) (monument aux morts)                                                   | Copie d'après Eugène Bénet                 | Froidestrées                       | À déterminer                                                                        | | À déterminer               | à géolocaliser                   | Au mépris du danger (d) (monument aux morts)                                                                                          |
| Monument aux morts                                                                             | À déterminer                               | Froidmont-Cohartille               | À déterminer                                                                        | | À déterminer               | à géolocaliser                   | Monument aux morts |
| Poilu au repos (monument aux morts)                                                            | Copie d'après Étienne Camus                | Gandelu                            | Intersection de la rue d'Orléans (RD 940) et de la grande rue (RD 9)                | | À déterminer               | 49° 05′ 39″ nord, 3° 11′ 03″ est | Monument aux morts de Gandelu |
| Monument aux morts                                                                             | À déterminer                               | Gauchy                             | À déterminer                                                                        | | À déterminer               | à géolocaliser                   | Monument aux morts |
| Monument aux morts                                                                             | À déterminer                               | Gercy                              | À déterminer                                                                        | | À déterminer               | à géolocaliser                   | Monument aux morts |
| Monument aux morts                                                                             | À déterminer                               | Glennes                            | À déterminer                                                                        | | À déterminer               | à géolocaliser                   | Monument aux morts |
| Monument aux morts                                                                             | À déterminer                               | Goudelancourt-lès-Pierrepont       | À déterminer                                                                        | | À déterminer               | à géolocaliser                   | Monument aux morts |
| Monument aux morts                                                                             | À déterminer                               | Grandlup-et-Fay                    | À déterminer                                                                        | | À déterminer               | à géolocaliser                   | Monument aux morts |
| Monument aux morts du Familistère                                                              | Jean et Joël Martel                        | Guise                              | Rue André Godin, au bord du canal du Moulin                                         | | 1922                       | 49° 54′ 13″ nord, 3° 37′ 28″ est | Image manquante |
| Monument aux morts                                                                             | André-Joseph Allar                         | Guise                              | Intersection du boulevard Jean Jaurès et de la rue du Jeu de Paume                  | | 1923                       | à géolocaliser                   | Monument aux morts(en) « Monument aux morts 1914-18 à Guise », sur René et Peter van der Krogt                                        |
| Monument à la 5e armée                                                                         | Jean et Joël Martel                        | Guise                              | À déterminer                                                                        | Commémore les soldats de la 5e armée. | 1929                       | à géolocaliser                   | Monument à la 5e armée |
| Monument aux morts                                                                             | À déterminer                               | Hannapes                           | À déterminer                                                                        | | À déterminer               | à géolocaliser                   | Monument aux morts |
| Monument aux morts                                                                             | À déterminer                               | Harcigny                           | À côté de l'église Saint-Martin                                                     | | À déterminer               | à géolocaliser                   | Monument aux morts |
| Monument aux morts de 1939-1945                                                                | À déterminer                               | Harcigny                           | Dans l'église Saint-Martin                                                          | | À déterminer               | à géolocaliser                   | Monument aux morts de 1939-1945 |
| Monument aux morts                                                                             | Grégoire Calvet                            | Holnon                             | À déterminer                                                                        | | 1926                       | à géolocaliser                   | Monument aux morts |
| Monument aux morts                                                                             | À déterminer                               | Housset                            | À déterminer                                                                        | | À déterminer               | à géolocaliser                   | Monument aux morts |
| Poilu au repos (monument aux morts)                                                            | Copie d'après Étienne Camus                | Iviers                             | À déterminer                                                                        | | À déterminer               | à géolocaliser                   | Poilu au repos (monument aux morts)                                                                                                   |
| Monument aux morts                                                                             | À déterminer                               | Jeantes                            | À déterminer                                                                        | | À déterminer               | à géolocaliser                   | Monument aux morts |
| Monument aux morts                                                                             | À déterminer                               | Joncourt                           | Dans l'église Saint-Martin                                                          | | À déterminer               | à géolocaliser                   | Monument aux morts |
| Monument aux morts                                                                             | Raoul Josset                               | Jussy                              | À déterminer                                                                        | | 1925                       | à géolocaliser                   | Monument aux morts |
| Monument aux morts                                                                             | À déterminer                               | La Chapelle-sur-Chézy              | À déterminer                                                                        | | À déterminer               | à géolocaliser                   | Image manquante |
| Monument aux morts                                                                             | René Bertrand Boutée                       | La Fère                            | À déterminer                                                                        | | 1924                       | à géolocaliser                   | Monument aux morts |
| Poilu blessé (monument aux morts)                                                              | Copie d'après Jules Déchin                 | La Ferté-Chevresis                 | À déterminer                                                                        | | À déterminer               | à géolocaliser                   | Poilu blessé (monument aux morts) |
| Monument aux morts de 1914-1918                                                                | À déterminer                               | La Ferté-Milon                     | Dans l'église Saint-Nicolas                                                         | | À déterminer               | à géolocaliser                   | Monument aux morts de 1914-1918 |
| Monument aux morts                                                                             | À déterminer                               | La Ferté-Milon                     | À déterminer                                                                        | | À déterminer               | 49° 10′ 34″ nord, 3° 07′ 37″ est | Monument aux morts de La Ferté-Milon                                                                                                  |
| Monument aux morts de 1914-1918                                                                | À déterminer                               | La Hérie                           | Dans l'église Saint-Pierre                                                          | | À déterminer               | à géolocaliser                   | Monument aux morts de 1914-1918 |
| Monument aux morts                                                                             | À déterminer                               | La Hérie                           | À déterminer                                                                        | | À déterminer               | à géolocaliser                   | Monument aux morts |
| Monument aux morts                                                                             | À déterminer                               | La Neuville-en-Beine               | À déterminer                                                                        | | À déterminer               | à géolocaliser                   | Monument aux morts |
| Monument aux morts                                                                             | À déterminer                               | La Neuville-Housset                | À déterminer                                                                        | | À déterminer               | à géolocaliser                   | Monument aux morts |
| On ne passe pas (d) (monument aux morts)                                                       | Copie d'après Eugène Piron                 | Landouzy-la-Ville                  | À déterminer                                                                        | | À déterminer               | à géolocaliser                   | On ne passe pas (d) (monument aux morts)                                                                                              |
| Monument aux morts de 1914-1918                                                                | À déterminer                               | Laon                               | Dans l'église Saint-Martin                                                          | | À déterminer               | à géolocaliser                   | Monument aux morts de 1914-1918 |
| Monument aux morts de 1914-1918                                                                | À déterminer                               | Laon                               | Dans la cathédrale Notre-Dame                                                       | | À déterminer               | à géolocaliser                   | Monument aux morts de 1914-1918 |
| Monument aux morts britanniques de 1914-1918                                                   | Reginald Hallward (en)                     | Laon                               | Dans la cathédrale Notre-Dame                                                       | | 1927                       | à géolocaliser                   | Monument aux morts britanniques de 1914-1918                                                                                          |
| Poilu au repos (monument aux morts)                                                            | Copie d'après Étienne Camus                | Lehaucourt                         | À déterminer                                                                        | | À déterminer               | à géolocaliser                   | Poilu au repos (monument aux morts)                                                                                                   |
| Victoire ailée avec couronne au-dessus de la tête (monument aux morts)                         | Copie d'après Étienne Camus                | Les Autels                         | À déterminer                                                                        | | À déterminer               | à géolocaliser                   | Victoire ailée avec couronne au-dessus de la tête (monument aux morts)                                                                |
| Le Poilu victorieux (monument aux morts)                                                       | Copie d'après Eugène Bénet                 | Liesse-Notre-Dame                  | À déterminer                                                                        | | À déterminer               | à géolocaliser                   | Image manquante |
| Monument aux morts                                                                             | À déterminer                               | Lizy                               | À déterminer                                                                        | | À déterminer               | à géolocaliser                   | Monument aux morts |
| Monument aux morts                                                                             | À déterminer                               | Longchamps                         | À déterminer                                                                        | | À déterminer               | à géolocaliser                   | Monument aux morts |
| Monument aux morts                                                                             | À déterminer                               | Mâchecourt                         | À déterminer                                                                        | | À déterminer               | à géolocaliser                   | Monument aux morts |
| Monument aux morts                                                                             | À déterminer                               | Macquigny                          | À déterminer                                                                        | | À déterminer               | à géolocaliser                   | Monument aux morts |
| Monument aux morts                                                                             | À déterminer                               | Margival                           | À déterminer                                                                        | | À déterminer               | à géolocaliser                   | Monument aux morts |
| La Résistance (monument aux morts)                                                             | Copie d'après Charles-Henri Pourquet       | Marle                              | À déterminer                                                                        | | À déterminer               | à géolocaliser                   | La Résistance (monument aux morts) |
| Monument aux morts                                                                             | À déterminer                               | Marle                              | Dans l'église Notre-Dame                                                            | | À déterminer               | à géolocaliser                   | Monument aux morts |
| Le Poilu victorieux (monument aux morts)                                                       | Copie d'après Eugène Bénet                 | Marly-Gomont                       | À déterminer                                                                        | | À déterminer               | à géolocaliser                   | Le Poilu victorieux (monument aux morts)                                                                                              |
| Monument aux morts de 1914-1918                                                                | À déterminer                               | Mennevret                          | À déterminer                                                                        | | À déterminer               | à géolocaliser                   | Monument aux morts de 1914-1918 |
| Monument aux morts de 1939-1945                                                                | À déterminer                               | Mennevret                          | À déterminer                                                                        | | À déterminer               | à géolocaliser                   | Monument aux morts de 1939-1945 |
| Monument aux morts                                                                             | À déterminer                               | Mercin-et-Vaux                     | À déterminer                                                                        | | À déterminer               | à géolocaliser                   | Monument aux morts |
| Pietà (monument aux morts)                                                                     | À déterminer                               | Mesbrecourt-Richecourt             | Dans l'église Sainte-Benoîte                                                        | Représente une Pietà. | À déterminer               | à géolocaliser                   | Pietà (monument aux morts) |
| Monument aux morts                                                                             | À déterminer                               | Mesnil-Saint-Laurent               | À déterminer                                                                        | | À déterminer               | à géolocaliser                   | Monument aux morts |
| Monument aux morts                                                                             | À déterminer                               | Monceau-le-Neuf-et-Faucouzy        | À déterminer                                                                        | | À déterminer               | à géolocaliser                   | Monument aux morts |
| La Résistance (monument aux morts)                                                             | Copie d'après Charles-Henri Pourquet       | Mons-en-Laonnois                   | À déterminer                                                                        | | À déterminer               | 49° 32′ 16″ nord, 3° 33′ 12″ est | Monument aux morts, Mons-en-Laonnois                                                                                                  |
| Monument aux morts                                                                             | À déterminer                               | Montaigu                           | Dans l'église Saint-Pierre-et-Saint-Paul                                            | | À déterminer               | à géolocaliser                   | Monument aux morts |
| Monument aux morts de 1870-1871                                                                | À déterminer                               | Montcornet                         | Dans l'église Saint-Martin                                                          | | À déterminer               | à géolocaliser                   | Monument aux morts de 1870-1871 |
| Monument aux morts de 1914-1918                                                                | À déterminer                               | Montcornet                         | Dans l'église Saint-Martin                                                          | | À déterminer               | à géolocaliser                   | Monument aux morts de 1914-1918 |
| Monument aux morts                                                                             | À déterminer                               | Montcornet                         | À côté de l'église Saint-Martin                                                     | | À déterminer               | à géolocaliser                   | Monument aux morts |
| Monument aux morts de Montescourt et de Jussy                                                  | À déterminer                               | Montescourt-Lizerolles             | Rond-point de la Victoire                                                           | Le médaillon représente Charles Sébline. | 1921                       | à géolocaliser                   | Monument aux morts de Montescourt et de Jussy                                                                                         |
| Monument aux morts                                                                             | À déterminer                               | Montescourt-Lizerolles             | À déterminer                                                                        | | 1924                       | à géolocaliser                   | Monument aux morts |
| Monument aux morts                                                                             | À déterminer                               | Montfaucon                         | À déterminer                                                                        | | 1924                       | 48° 56′ 37″ nord, 3° 25′ 45″ est | Monument aux morts de Montfaucon |
| Poilu au repos (monument aux morts)                                                            | Copie d'après Étienne Camus                | Montigny-l'Allier                  | À déterminer                                                                        | | À déterminer               | à géolocaliser                   | Poilu au repos (monument aux morts)                                                                                                   |
| Monument aux morts                                                                             | À déterminer                               | Montloué                           | À déterminer                                                                        | | À déterminer               | à géolocaliser                   | Monument aux morts |
| Monument aux morts                                                                             | À déterminer                               | Morgny-en-Thiérache                | À déterminer                                                                        | | À déterminer               | à géolocaliser                   | Monument aux morts |
| Monument aux morts                                                                             | À déterminer                               | Mortiers                           | À déterminer                                                                        | | À déterminer               | à géolocaliser                   | Monument aux morts |
| Monument aux morts                                                                             | À déterminer                               | Nanteuil-la-Fosse                  | À déterminer                                                                        | | À déterminer               | à géolocaliser                   | Monument aux morts |
| Monument aux résistants morts                                                                  | À déterminer                               | Neufchâtel-sur-Aisne               | À déterminer                                                                        | | À déterminer               | 49° 25′ 53″ nord, 4° 02′ 05″ est | Monument aux résistants morts |
| Le Poilu victorieux (monument aux morts)                                                       | Copie d'après Eugène Bénet                 | Neuilly-Saint-Front                | À déterminer                                                                        | | À déterminer               | à géolocaliser                   | Image manquante |
| Monument aux morts                                                                             | À déterminer                               | Nizy-le-Comte                      | À déterminer                                                                        | | À déterminer               | à géolocaliser                   | Monument aux morts |
| Poilu au repos (monument aux morts)                                                            | Copie d'après Étienne Camus                | Nouvion-le-Comte                   | À déterminer                                                                        | | 1922                       | à géolocaliser                   | Poilu au repos (monument aux morts)                                                                                                   |
| Monument aux morts                                                                             | À déterminer                               | Noyant-et-Aconin                   | À déterminer                                                                        | | À déterminer               | 49° 19′ 57″ nord, 3° 20′ 00″ est | Monument aux morts de Noyant-et-Aconin                                                                                                |
| Victoire ailée avec couronne au-dessus de la tête (monument aux morts)                         | Copie d'après Étienne Camus                | Ohis                               | À déterminer                                                                        | | À déterminer               | à géolocaliser                   | Victoire ailée avec couronne au-dessus de la tête (monument aux morts)                                                                |
| Monument aux morts                                                                             | À déterminer                               | Orainville                         | À déterminer                                                                        | | À déterminer               | à géolocaliser                   | Monument aux morts |
| Le Poilu victorieux et Poilu mourant couché (d) (monument aux morts)                           | Copie d'après Eugène Bénet et Jules Déchin | Origny-en-Thiérache                | À déterminer                                                                        | | À déterminer               | à géolocaliser                   | Le Poilu victorieux et Poilu mourant couché (d) (monument aux morts)                                                                  |
| Constellation de la douleur                                                                    | Christian Lapie                            | Oulches-la-Vallée-Foulon           | Caverne du Dragon                                                                   | | À déterminer               | 49° 26′ 29″ nord, 3° 43′ 57″ est | Constellation de la douleur |
| Poilu au repos (monument aux morts)                                                            | Copie d'après Étienne Camus                | Petit-Verly                        | À déterminer                                                                        | | À déterminer               | à géolocaliser                   | Poilu au repos (monument aux morts)                                                                                                   |
| Monument aux soldat du 130e régiment d'infanterie morts dans les combats du 1er au 7 juin 1940 | À déterminer                               | Pinon                              | À déterminer                                                                        | Commémore les soldats du 130e régiment d'infanterie. | À déterminer               | à géolocaliser                   | Monument aux soldat du 130e régiment d'infanterie morts dans les combats du 1er au 7 juin 1940                                        |
| Monument aux morts                                                                             | À déterminer                               | Pleine-Selve                       | À déterminer                                                                        | | À déterminer               | à géolocaliser                   | Monument aux morts |
| Monument aux morts                                                                             | À déterminer                               | Ploisy                             | Sur la façade de la mairie                                                          | | À déterminer               | à géolocaliser                   | Monument aux morts |
| Monument aux morts                                                                             | À déterminer                               | Ploisy                             | À déterminer                                                                        | | À déterminer               | à géolocaliser                   | Monument aux morts |
| Monument aux morts                                                                             | À déterminer                               | Plomion                            | À déterminer                                                                        | | À déterminer               | à géolocaliser                   | Monument aux morts |
| Monument aux morts                                                                             | À déterminer                               | Ployart-et-Vaurseine               | À déterminer                                                                        | | À déterminer               | à géolocaliser                   | Monument aux morts |
| Monument aux morts                                                                             | À déterminer                               | Pommiers                           | À déterminer                                                                        | | À déterminer               | à géolocaliser                   | Monument aux morts |
| Monument aux morts                                                                             | Norbert Gaillard (d)                       | Pontavert                          | Sous une arcade de la mairie                                                        | | À déterminer               | à géolocaliser                   | Monument aux morts |
| Monument aux morts                                                                             | À déterminer                               | Pontru                             | À déterminer                                                                        | | À déterminer               | à géolocaliser                   | Monument aux morts |
| Monument aux morts                                                                             | À déterminer                               | Pontruet                           | À déterminer                                                                        | | À déterminer               | à géolocaliser                   | Monument aux morts |
| Monument aux morts                                                                             | À déterminer                               | Pouilly-sur-Serre                  | À déterminer                                                                        | | À déterminer               | à géolocaliser                   | Monument aux morts |
| Monument aux morts                                                                             | À déterminer                               | Prémont                            | À déterminer                                                                        | | À déterminer               | à géolocaliser                   | Monument aux morts |
| Monument aux morts                                                                             | À déterminer                               | Presles-et-Boves                   | À déterminer                                                                        | | À déterminer               | à géolocaliser                   | Monument aux morts |
| Monument aux morts                                                                             | À déterminer                               | Proisy                             | À déterminer                                                                        | | À déterminer               | à géolocaliser                   | Monument aux morts |
| Monument aux morts                                                                             | À déterminer                               | Proix                              | À déterminer                                                                        | | À déterminer               | à géolocaliser                   | Monument aux morts |
| Monument aux morts                                                                             | À déterminer                               | Prouvais                           | À déterminer                                                                        | | À déterminer               | à géolocaliser                   | Monument aux morts |
| Monument aux morts                                                                             | À déterminer                               | Puiseux-en-Retz                    | À déterminer                                                                        | | À déterminer               | à géolocaliser                   | Monument aux morts |
| Poilu au repos (monument aux morts)                                                            | Copie d'après Étienne Camus                | Puisieux-et-Clanlieu               | À déterminer                                                                        | | À déterminer               | à géolocaliser                   | Poilu au repos (monument aux morts)                                                                                                   |
| Monument aux morts                                                                             | À déterminer                               | Quierzy                            | À déterminer                                                                        | | À déterminer               | à géolocaliser                   | Monument aux morts |
| Buste de poilu (monument aux morts)                                                            | Copie d'après Eugène Bénet                 | Ramicourt                          | À déterminer                                                                        | | À déterminer               | à géolocaliser                   | Buste de poilu (monument aux morts)                                                                                                   |
| Debout les Morts (monument aux morts)                                                          | Copie d'après Jules Pollacchi              | Regny                              | À déterminer                                                                        | | À déterminer               | à géolocaliser                   | Debout les Morts (monument aux morts)                                                                                                 |
| Monument aux morts                                                                             | À déterminer                               | Remaucourt                         | À déterminer                                                                        | | À déterminer               | à géolocaliser                   | Monument aux morts |
| Monument aux morts                                                                             | À déterminer                               | Remigny                            | À déterminer                                                                        | | À déterminer               | à géolocaliser                   | Monument aux morts |
| Monument aux morts                                                                             | À déterminer                               | Renansart                          | À déterminer                                                                        | | À déterminer               | à géolocaliser                   | Monument aux morts |
| Monument aux morts                                                                             | À déterminer                               | Renneval                           | À déterminer                                                                        | | À déterminer               | à géolocaliser                   | Monument aux morts |
| Monument aux morts                                                                             | À déterminer                               | Résigny                            | Dans l'église Saint-Nicolas                                                         | | À déterminer               | à géolocaliser                   | Monument aux morts |
| Monument aux morts                                                                             | À déterminer                               | Ressons-le-Long                    | À déterminer                                                                        | | À déterminer               | à géolocaliser                   | Monument aux morts |
| Monument aux morts                                                                             | À déterminer                               | Retheuil                           | À déterminer                                                                        | | À déterminer               | à géolocaliser                   | Monument aux morts |
| Monument aux morts de 1914-1918                                                                | À déterminer                               | Ribemont                           | Dans le cimetière                                                                   | | À déterminer               | à géolocaliser                   | Monument aux morts de 1914-1918 |
| Le Poilu victorieux (monument aux morts)                                                       | Copie d'après Eugène Bénet                 | Sains-Richaumont                   | À déterminer                                                                        | | À déterminer               | à géolocaliser                   | Le Poilu victorieux (monument aux morts)                                                                                              |
| Monument aux morts de 1914-1918                                                                | À déterminer                               | Saint-Agnan                        | Dans l'église Saint-Agnan                                                           | Plaque. | À déterminer               | à géolocaliser                   | Image manquante |
| Monument aux morts de 1914-1918                                                                | À déterminer                               | Saint-Algis                        | Dans l'église Saint-Algis                                                           | | À déterminer               | à géolocaliser                   | Monument aux morts de 1914-1918 |
| Monument aux morts                                                                             | À déterminer                               | Saint-Algis                        | À déterminer                                                                        | | À déterminer               | à géolocaliser                   | Monument aux morts |
| Poilu au repos (monument aux morts)                                                            | Copie d'après Étienne Camus                | Saint-Aubin                        | Sur la place de la mairie                                                           | | À déterminer               | à géolocaliser                   | Image manquante |
| Monument aux morts d'Outre                                                                     | À déterminer                               | Saint-Erme-Outre-et-Ramecourt      | À déterminer                                                                        | | À déterminer               | à géolocaliser                   | Monument aux morts d'Outre |
| Monument aux morts de Ramecourt                                                                | À déterminer                               | Saint-Erme-Outre-et-Ramecourt      | À déterminer                                                                        | | À déterminer               | à géolocaliser                   | Monument aux morts de Ramecourt |
| Monument aux morts                                                                             | À déterminer                               | Saint-Pierremomt                   | À déterminer                                                                        | | À déterminer               | à géolocaliser                   | Monument aux morts |
| La France en deuil (monument aux morts de 1870-1871),                                          | Ernest Diosi                               | Saint-Quentin                      | Dans le cimetière Saint-Jean                                                        | Les ornements originaux réalisés par Amédée Doublemard en 1876 sont fondus par les autorités allemandes pendant la Première Guerre mondiale. Des ornements de remplacement réalisés par Ernest Diosi sont installés[Quand ?]. Ils sont fondus sous le régime de Vichy, dans le cadre de la mobilisation des métaux non ferreux. | À déterminer               | à géolocaliser                   | Image manquante |
| Monument aux morts                                                                             | À déterminer                               | Saint-Simon                        | À déterminer                                                                        | | À déterminer               | à géolocaliser                   | Monument aux morts |
| Poilu au repos (monument aux morts)                                                            | Copie d'après Étienne Camus                | Saulchery                          | Dans le cimetière                                                                   | | À déterminer               | à géolocaliser                   | Image manquante |
| Monument aux morts                                                                             | À déterminer                               | Serain                             | À déterminer                                                                        | | À déterminer               | à géolocaliser                   | Monument aux morts |
| Monument aux morts                                                                             | Copie d'après Prosper Lecourtier           | Serches                            | À déterminer                                                                        | | À déterminer               | à géolocaliser                   | Image manquante |
| Monument aux morts                                                                             | À déterminer                               | Séry-lès-Mézières                  | Dans l'église Saint-Martin                                                          | | À déterminer               | à géolocaliser                   | Monument aux morts |
| Monument aux morts                                                                             | À déterminer                               | Séry-lès-Mézières                  | Dans l'église Saint-Martin                                                          | | À déterminer               | à géolocaliser                   | Monument aux morts |
| Poilu au repos (monument aux morts)                                                            | Copie d'après Étienne Camus                | Sissy                              | À déterminer                                                                        | | À déterminer               | à géolocaliser                   | Poilu au repos (monument aux morts)                                                                                                   |
| Monument aux morts de 1870-1871                                                                | Louis-Auguste Hiolin                       | Soissons                           | Sur la place de la République                                                       | | 1901                       | à géolocaliser                   | Monument aux morts de 1870-1871« Monument de la Défense nationale et Monument aux morts de 1870 à Soissons », sur À nos grands hommes |
| Monument aux morts de 1914-1918                                                                | À déterminer                               | Soissons                           | Dans la cathédrale Saint-Gervais-et-Saint-Protais                                   | | 14 mars 1926 (bénédiction) | à géolocaliser                   | Monument aux morts de 1914-1918 |
| Monument aux morts                                                                             | Raoul Lamourdedieu                         | Soissons                           | Sur la place Fernand-Marquigny                                                      | | 1935                       | à géolocaliser                   | Monument aux morts« Monument aux morts de 1914-1918 (version définitive) à Soissons », sur À nos grands hommes                        |
| Mémorial britannique                                                                           | Eric Kennington                            | Soissons                           | Rue de la Bannière                                                                  | | 1928                       | à géolocaliser                   | Mémorial britannique« Monument aux morts de 1914-1918, ou Mémorial britannique à Soissons », sur À nos grands hommes                  |
| Monument aux victimes de l'accident du tunnel de Vierzy                                        | À déterminer                               | Soissons                           | À côté de l'église Saint-Léger                                                      | Commémore les victimes de l'effondrement du tunnel de Vierzy. | À déterminer               | à géolocaliser                   | Monument aux victimes de l'accident du tunnel de Vierzy                                                                               |
| Monument aux morts de 1914-1918                                                                | À déterminer                               | Tannières                          | Dans l'église Notre-Dame                                                            | Plaque. | À déterminer               | à géolocaliser                   | Image manquante |
| Poilu écrasant l'aigle allemand (d) (monument aux morts)                                       | Copie d'après Charles-Henri Pourquet       | Tavaux-et-Pontséricourt            | À déterminer                                                                        | | À déterminer               | à géolocaliser                   | Poilu écrasant l'aigle allemand (d) (monument aux morts)                                                                              |
| Monument aux morts de 1870-1871                                                                | À déterminer                               | Thenailles                         | Dans l'église Saint-Côme-et-Saint-Damien                                            | Plaque. | À déterminer               | à géolocaliser                   | Image manquante |
| Poilu au repos (monument aux morts)                                                            | Copie d'après Étienne Camus                | Thenailles                         | À déterminer                                                                        | | 1921                       | à géolocaliser                   | Poilu au repos (monument aux morts)                                                                                                   |
| Poilu au repos (monument aux morts)                                                            | Copie d'après Étienne Camus                | Thenelles                          | À déterminer                                                                        | | 1925                       | à géolocaliser                   | Poilu au repos (monument aux morts)                                                                                                   |
| Monument aux morts de 1914-1918                                                                | À déterminer                               | Thiernu                            | Dans l'église Saint-Martin                                                          | Plaque. | À déterminer               | à géolocaliser                   | Image manquante |
| Poilu au repos (monument aux morts)                                                            | Copie d'après Étienne Camus                | Tupigny                            | Au bord de la rue Jacques Fremont                                                   | | 1921                       | à géolocaliser                   | Image manquante |
| Poilu mourant couché (d) (monument aux morts)                                                  | Copie d'après Jules Déchin                 | Urcel                              | À déterminer                                                                        | | À déterminer               | à géolocaliser                   | Poilu mourant couché (d) (monument aux morts)                                                                                         |
| Monument aux morts                                                                             | À déterminer                               | Vassens                            | À déterminer                                                                        | | À déterminer               | à géolocaliser                   | Monument aux morts |
| Monument aux morts                                                                             | À déterminer                               | Vaudesson                          | À déterminer                                                                        | Commémore les soldats du 130e régiment d'infanterie. | À déterminer               | à géolocaliser                   | Monument aux morts |
| Monument aux morts                                                                             | Copie d'après Prosper Lecourtier           | Veslud                             | À l'entrée du cimetière                                                             | | 1926                       | à géolocaliser                   | Monument aux morts |
| Monument aux morts de 1914-1918                                                                | À déterminer                               | Vervins                            | Dans la chapelle Sainte-Anne                                                        | | À déterminer               | à géolocaliser                   | Monument aux morts de 1914-1918 |
| Monument aux victimes de l'accident du tunnel de Vierzy                                        | À déterminer                               | Vierzy                             | Au-dessus de l'entrée du tunnel                                                     | Commémore les victimes de l'effondrement du tunnel de Vierzy. | À déterminer               | 49° 17′ 33″ nord, 3° 17′ 06″ est | Monument aux victimes de l'accident du tunnel de Vierzy                                                                               |
| Monument aux morts de 1914-1918                                                                | À déterminer                               | Viffort                            | Dans l'église de la Nativité-de-la-Sainte-Vierge                                    | | À déterminer               | à géolocaliser                   | Monument aux morts de 1914-1918 |
| Monument aux morts                                                                             | À déterminer                               | Vigneux-Hocquet                    | À déterminer                                                                        | | À déterminer               | à géolocaliser                   | Monument aux morts |
| Monument aux morts                                                                             | À déterminer                               | Villequier-Aumont                  | À déterminer                                                                        | | À déterminer               | à géolocaliser                   | Monument aux morts |
| La Résistance (monument aux morts)                                                             | Copie d'après Charles-Henri Pourquet       | Villeret                           | À déterminer                                                                        | | À déterminer               | à géolocaliser                   | La Résistance (monument aux morts) |
| Monument aux morts                                                                             | À déterminer                               | Villers-Hélon                      | À côté de l'église Saint-Martin                                                     | | 1923                       | à géolocaliser                   | Monument aux morts |
| Monument aux morts de 1914-1918                                                                | À déterminer                               | Vincy-Reuil-et-Magny               | Dans l'église Saint-Léger                                                           | Plaque. | À déterminer               | à géolocaliser                   | Image manquante |
| Monument aux morts                                                                             | À déterminer                               | Vincy-Reuil-et-Magny               | À déterminer                                                                        | | À déterminer               | à géolocaliser                   | Monument aux morts |
| Poilu au repos (monument aux morts)                                                            | Copie d'après Étienne Camus                | Vorges                             | À déterminer                                                                        | | 1921                       | à géolocaliser                   | Image manquante |
| Monument aux morts de 1914-1918                                                                | À déterminer                               | Wassigny                           | Dans l'église Sainte-Marie et de l'Assomption                                       | Autel. | À déterminer               | à géolocaliser                   | Image manquante |
| Monument aux morts                                                                             | À déterminer                               | Wassigny                           | À déterminer                                                                        | | À déterminer               | à géolocaliser                   | Monument aux morts |
| Poilu au repos (monument aux morts)                                                            | Copie d'après Étienne Camus                | Wiège-Faty                         | À déterminer                                                                        | | À déterminer               | à géolocaliser                   | Poilu au repos (monument aux morts)                                                                                                   |

## Monuments disparus ou retirés
| Œuvre                                                          | Auteur               | Commune       | Localisation              | Notes | Installation | Coordonnées                      | Illustration                    |
| -------------------------------------------------------------- | -------------------- | ------------- | ------------------------- | --- | ------------ | -------------------------------- | ------------------------------- |
| La Défense de Saint-Quentin (monument aux morts de 1870-1871), | Louis-Ernest Barrias | Saint-Quentin | Sur la place du 8-Octobre | Les parties en bronze sont déboulonnées et fondues par les autorités allemandes pendant la Première Guerre mondiale. Le piédestal resté vide est retiré en 1929, entreposé dans les magasins municipaux, puis détruit[Quand ?]. Le monument à la Défense de 1557 est installé à son emplacement en 1989. | 1881         | 49° 50′ 31″ nord, 3° 17′ 42″ est | Monument aux morts de 1870-1871 |